# Denominación de origen protegida

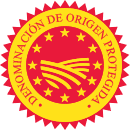
Sello de Denominación de Origen Protegida de la Unión Europea en Español

La Denominación de Origen Protegida (DOP) es uno de los regímenes de calidad en la Unión Europea. Hay otros tipos de denominaciones de origen reguladas tanto a nivel local como nacional en todo el mundo, que son tipos de protección dentro del ámbito de la propiedad industrial basados en la indicación de procedencia, aplicados a un producto alimenticio (generalmente de origen agrícola). En esta modalidad de protección, se asume que la calidad y características de un producto se deben, fundamental y exclusivamente, al medio geográfico en el que se produce, transforma, elabora y envasa. Lo distingue y protege de productos alimenticios idénticos o similares que se pudieran producir en otras regiones del mundo reemplazando etapas del proceso de elaboración original mediante técnicas de industrialización para su consumo masivo, o cambiando alguna de las materias primas por otra de características similares. 
Los productos con DOP están registrados en un sistema oficial gestionado por la Comisión Europea, que ofrece protección jurídica a nivel internacional dentro de los países miembros de la UE y en terceros países con los que se han firmado acuerdos de reconocimiento mutuo. Para poder obtener la certificación, los productores deben cumplir un pliego de condiciones específico que detalla el área geográfica, las materias primas, el método de elaboración y los controles de calidad.
Además del nombre protegido, los productos con DOP llevan un distintivo gráfico específico en su etiquetado, reconocible por el consumidor. Este sello garantiza que el producto es auténtico y que mantiene las características tradicionales vinculadas al territorio.
Este sistema de calidad no solo protege el producto en el mercado, sino que también impulsa el desarrollo rural sostenible, preserva la biodiversidad agrícola, y fomenta la economía local al mantener el valor añadido en el lugar de origen.